# Georges Guérin de Beaumont
Georges Guérin de Beaumont, fut maire de Nantes en 1786. Il était avocat au parlement.